# Norman Walsh
Norman Walsh es ingeniero del XML Technology Center at Sun Microsystems Inc. y su actividad se desarrolla en la definición de estándares de documentación, destacando su participación en los grupos de trabajo del W3C encargados de definir el esquema XML y XSL, así como en el comité técnico para DocBook de OASIS. Es uno de los autores del libro DocBook: The Definitive Guide, publicado por O'Reilly & Associates.